# Евдокимов, Дмитрий Валентинович
Дмитрий Валентинович Евдокимов (11 февраля 1937, Магнитогорск, Челябинская область — 9 мая 2009, Москва) — советский и российский журналист, писатель, издатель.

## Биография
Дмитрий Евдокимов родился 11 февраля 1937 года в городе Магнитогорск Челябинской области.
В 1959 году окончил Московский государственный историко-архивный институт.
После этого работал журналистом в Подольске — сначала литературным сотрудником заводской многотиражной газеты «Наша правда», затем заместителем главного редактора районной газеты «Подольский рабочий». Также сотрудничал с радио и телевидением.
Ещё по ходу журналистской карьеры начал заниматься издательской работой, участвовал в издании книг, посвящённых обороне Москвы в годы Великой Отечественной войны. В марте 1977 года стал главным редактором столичного издательства «Московский рабочий». В июне 1987 года был назначен его директором, сменив на этом посту Михаила Борисова. Под руководством Евдокимова «Московский рабочий» активно работал над расширением ассортимента издаваемых книг — от русской и советской классики до современной литературы, публицистики, фотокниг. В этот период появились издательские книжные серии «Московский рассказ», «Поединок», «Однотомник классической литературы», «Московский альбом».
Умер 9 мая 2009 года в Москве. Прах захоронен в закрытом колумбарии Нового Донского кладбища в Москве.

### Литературная деятельность
Начал печатать литературные произведения в московских изданиях в 1960-е годы.
В 1976 году выпустил первую книгу «Мой завод», затем повести «Летние каникулы» (1981), «Индивидуальный подход» (1982), «Семейный альбом» (1982), «За давностью лет» (1984).
Значительную часть творчества Евдокимова составляют исторические и историко-фантастические произведения. Среди них цикл рассказов «Тайны кремлёвских сокровищ» (1999), исторические повести «Похождения российского Картуша», «Шуйский против Шуйского», исторический роман «Дмитрий Пожарский» (2001), в переиздании 2008 года с сокращениями получивший название «1612 год».
Брошюра «Информация — инструмент партийного руководства» была переведена на венгерский и чешский языки, книга «Летние каникулы» — на вьетнамский.

## Адреса
- Москва, ул. Донская, 5[1]
- Москва, ул. Новочерёмушкинская, 52, корп. 2[1]